# Serie B 1997/1998
Soutěžní ročník Serie B 1997/98 byl 66. ročník druhé nejvyšší italské fotbalové ligy. Soutěž začala 31. srpna 1997 a skončila 14. června 1998. Účastnilo se jí 20 týmů, z toho se 12 kvalifikovalo z minulého ročníku, 4 ze Serie A a 4 ze třetí ligy. Nováčci ze třetí ligy jsou: FC Treviso, AS Fidelis Andria, AC Ancona, Calcio Monza.

## Tabulka
| Poř. | Tým                  | Z  | V  | R  | P  | VG | OG | B  |
| ---- | -------------------- | -- | -- | -- | -- | -- | -- | -- |
| 1.   | Salernitana Sport    | 38 | 19 | 15 | 4  | 65 | 32 | 72 |
| 2.   | AC Benátky           | 38 | 17 | 13 | 8  | 51 | 31 | 64 |
| 3.   | Cagliari Calcio      | 38 | 15 | 18 | 5  | 53 | 36 | 63 |
| 4.   | AC Perugia 1         | 38 | 16 | 14 | 8  | 46 | 37 | 62 |
| 5.   | Turín Calcio 1       | 38 | 17 | 11 | 10 | 50 | 40 | 62 |
| 6.   | Reggina Calcio       | 38 | 13 | 14 | 11 | 37 | 41 | 53 |
| 7.   | Hellas Verona FC     | 38 | 15 | 8  | 15 | 51 | 38 | 53 |
| 8.   | FC Treviso           | 38 | 12 | 16 | 10 | 43 | 42 | 52 |
| 9.   | Janov 1893           | 38 | 14 | 9  | 15 | 50 | 53 | 51 |
| 10.  | AC ChievoVerona      | 38 | 12 | 14 | 12 | 43 | 46 | 50 |
| 11.  | AC Reggiana          | 38 | 13 | 11 | 14 | 36 | 35 | 50 |
| 12.  | AS Fidelis Andria    | 38 | 11 | 15 | 12 | 42 | 43 | 48 |
| 13.  | Pescara Calcio       | 38 | 12 | 11 | 15 | 41 | 48 | 47 |
| 14.  | US Ravenna           | 38 | 11 | 12 | 15 | 41 | 43 | 45 |
| 15.  | AS Lucchese Libertas | 38 | 11 | 11 | 16 | 35 | 47 | 44 |
| 16.  | Calcio Monza         | 38 | 9  | 17 | 12 | 48 | 56 | 44 |
| 17.  | Foggia Calcio        | 38 | 9  | 14 | 15 | 48 | 55 | 41 |
| 18.  | AC Ancona            | 38 | 8  | 16 | 14 | 49 | 61 | 40 |
| 19.  | Calcio Padova        | 38 | 8  | 12 | 18 | 30 | 49 | 36 |
| 20.  | Castel di Sangro     | 38 | 5  | 15 | 18 | 38 | 64 | 30 |

Poznámky
- Z = Odehrané zápasy; V = Vítězství; R = Remízy; P = Prohry; VG = Vstřelené góly; OG = Obdržené góly; B = Body
- za výhru 3 body, za remízu 1 bod, za prohru 0 bodů.
- 1  AC Perugia a Turín Calcio sehráli utkání (1:1 na pen. 5:4) o postup do Serie A.

|  | Postup do Serie A 1998/99  |
|  | Sestup do Serie C1 1998/99 |

## Střelecká listina
| P.  | Nár     | Hráč              | Tým                     | Branky |
| --- | ------- | ----------------- | ----------------------- | ------ |
| 1.  | Itálie  | Marco Di Vaio     | Salernitana Sport       | 21     |
| 2.  | Itálie  | Oberdan Biagioni  | AS Fidelis Andria       | 18     |
| 2.  | Itálie  | Marco Ferrante    | Turín Calcio            | 18     |
| 2.  | Itálie  | Cosimo Francioso  | US Ravenna+Calcio Monza | 18     |
| 5.  | Itálie  | Vincenzo Chianese | Foggia Calcio           | 17     |
| 5.  | Itálie  | Roberto Muzzi     | Cagliari Calcio         | 17     |
| 5.  | Itálie  | Stefan Schwoch    | AC Benátky              | 17     |
| 8.  | Itálie  | Roberto Paci      | AS Lucchese Libertas    | 16     |
| 9.  | Itálie  | Giovanni Pisano   | Janov 1893              | 15     |
| 10. | Uruguay | Darío Silva       | Cagliari Calcio         | 13     |